# Треспе, Георгий Германович
Георгий Германович Треспе́ (1868—1941) — садовник, затем и. о. директора Ботанического сада МГУ.

## Биография
Учился в Риге в учебном заведении Генриха Францевича Геггингера. Некоторое время работал в коммерческих садовых предприятиях Прибалтики, а затем в 1888 году переехал в Санкт-Петербург и работал заведующим Семенной станцией и плодовым питомником в компании «Э. Иммер и сын» при Екатерининском парке. Под его руководством предприятие Иммера выпускало красочные альбомы с планами цветников и парков, для обустройства которых предлагались растения фирмы. Треспе активно интересовался селекцией новых видов: известны выведенные им сорта флоксов «Эрнест Иммер» (белые с красными глазками) и «Александр Иммер» (малиновые), «Профессор Голенкин» (сиреневые).
В 1896 году, после смерти Г. Ф. Вобста, фактический директор московского университетского ботанического сада М. И. Голенкин начал поиски главного садовника; в 1900 году он пригласил занять этот пост Г. Г. Треспе. Уже в 1902 году, находясь на новом посту, Треспе выпустил книгу «Руководство к уходу за комнатными растениями», которая содержала в том числе большой раздел, посвященный устройству цветников. Благодаря ему в Ботаническом саду появилась своя постоянная коллекция растений, часть из которых выращивалась в оранжереях, был обустроен альпинарий. В 1905 году была построена оранжерея с паровым отоплением и бассейнами, предназначенная для выращивания тропических растений. В 1908 году зацвела Виктория регия, выращенная Треспе в новой оранжерее. В 1915 году Георгий Треспе занимался созданием плантаций лекарственных растений, сотрудничал с Товариществом «В. К. Феррейн».
В 1941 году в возрасте 73 лет он был арестован по обвинению в антисоветской агитации и через месяц после ареста скончался.

## Публикации
- Треспе Г. Виктория Регия. Её история и культура. — М. Издание автора, 1925. — 16 с.
- Треспе Г. Г. Озеленение зданий, балконов и окон декоративными и вьющимися растениями : монография / Ред. Г.Петров. — М. : СЕЛЬХОЗГИЗ, 1937. — 65 с. — 10000 экз.